# Агрохімія і ґрунтознавство
«Агрохімія і ґрунтознавство» — міжвідомчий тематичний науковий збірник Національного наукового центру «Інститут ґрунтознавства та агрохімії імені О. Н. Соколовського», заснований у 1965 році в Харкові.
Основна тематика — дослідження у галузі агрохімії, ґрунтознавства, агроекології, землеробства та охорони ґрунтів.
Свідоцтво про державну реєстрацію: КВ № 20942 10742Пр;
Відповідальний редактор: Балюк Святослав Антонович, академік НААН, доктор сільськогосподарських наук.
Адреса редакції: Національний науковий центр «Інститут ґрунтознавства та агрохімії імені О. Н. Соколовського», вул. Чайковського, 4, Харків, Україна, 61024